# Out of Space
《Out Of Space》는 2007년 발표된 가수 이상은의 비정규 디지털 앨범이다. 1994년부터 2001년까지의 자작곡 중 정식음반에는 수록되지 않았지만, 묻혀지기엔 아까운 곡들을 선별하여 수록한 아웃트랙 버전의 앨범이다. 일본, 미국, 영국에서 오랜 기간 유학생활을 했었던 이상은의 보헤미안적 감성이 음악에 고스란히 담겨있는 소중하고 희귀한 미 발표곡들의 모음집 이라고 할 수 있다. 참고로 2번트랙 'The Secret Garden'은 영어가사 곡으로 11집앨범의 '비밀의 화원(The Secret Garden )'과 다른 곡이다.

## 수록곡
전체 작사·작곡: Lee-Tzsche(이상은)
| #  | 제목                                   | 재생 시간 |
| -- | -------------------------------------- | --------- |
| 1. | 〈Soul Hospital〉                      | 4:24      |
| 2. | 〈The Secret Garden〉                  | 5:05      |
| 3. | 〈Should I Have To Think Another Way〉 | 4:52      |
| 4. | 〈War Is Over〉                        | 4:02      |
| 5. | 〈3 Girls In Forest〉                  | 4:45      |
| 6. | 〈Electric Punk Studio〉               | 4:01      |